# Samborombón (Buenos Aires)
Samborombón, también conocida como La Posada,[cita requerida] es una pequeña localidad de 200 habitantes, ubicada en el cuartel 9.º del partido de Brandsen, situado en el este de la provincia de Buenos Aires (República Argentina).
Se accede a esta localidad a través de la Autovía 2. Se encuentra a la altura del kilómetro 90, lugar en el que se ubican cabinas de peaje de la empresa AUBASA, concesionaria de la carretera.
Cuenta con una delegación municipal, estación de servicio, destacamento de seguridad vial y la Escuela n.º 14 "Armada Argentina" del distrito escolar Brandsen.
Allí también se encuentra el parque solar Samborombón (el primero instalado en la provincia de Buenos Aires), la empresa avícola SurAvic y el club de campo El Mirador.

## Población
En 1991 fue censada como población rural dispersa.
Según el censo de 2001 contaba con 198 habitantes.

## Pueblo Colonia Samborombón y paraje Samborombón
Cerca de 10 km al sudoeste de Brandsen, cercano a un viejo camino de tierra que unía Brandsen con Ranchos, se encuentra el paraje Samborombón. Allí hay un edificio que era la ex Estación Samborombón del Ferrocarril Provincial de Buenos Aires, la escuela n.º 16 del distrito escolar Brandsen; y algunas casas.